# Kivisaari (ö i Finland, Södra Österbotten, Kuusiokunnat, lat 62,66, long 23,93)
Kivisaari är en ö i Finland. Den ligger i sjön Myllyjärvi och i kommunen Alavo i den ekonomiska regionen  Kuusiokunnat  och landskapet Södra Österbotten, i den centrala delen av landet, 280 km norr om huvudstaden Helsingfors. Öns area är 0,2 hektar och dess största längd är 70 meter i sydväst-nordöstlig riktning.